# Aleš Mertelj
Aleš Mertelj (* 22. března 1987 Kranj, Jugoslávie) je slovinský fotbalový záložník a reprezentant, od 27.7. 2018 působí v českém klubu MFK Karviná.
Jeho starší bratr Sandi hraje profesionálně vodní pólo. Mimo něj má Aleš ještě sestru.

## Klubová kariéra
Mertelj zahájil fotbalovou kariéru v klubu NK Triglav Kranj. Následně odešel v roce 2008 do prvoligového FC Koper, kde v sezóně 2008/09 odehrál 35 ligových zápasů a vstřelil 3 branky. Po sezóně přestoupil do předního slovinského klubu NK Maribor, se kterým vyhrál řadu domácích trofejí včetně ligových titulů.

## Reprezentační kariéra
Aleš Mertelj debutoval v A-týmu Slovinska 26. května 2012 v přátelském utkání proti domácímu Řecku. Dostal se na hřiště v 85. minutě za stavu 1:0 pro domácí, utkání nakonec skončilo remízou 1:1.